# Valmunster
Ne doit pas être confondu avec Volmunster.
Valmunster est une commune française située dans le département de la Moselle et le bassin de vie de la Moselle-Est, en région Grand Est.

## Géographie

### Communes limitrophes
| Holling  | Rémelfang  |           |
| Bettange | Valmunster | Brettnach |
|          | Ottonville | Velving   |

### Forêt communale
D'une superficie de 30,73 ha, elle est excentrée du village. Les essences sont les chênes à 49 %, le charme 38 %, le hêtre 10 %, l'érable champêtre 2 % et le frêne 1 %. À noter que les parcelles 17 et 18 sont des zones humides boisées en saules importantes à conserver pour le patrimoine naturel. En dehors de ces zones humides, aucune richesse faunistique, floristique ou archéologique particulière n'a été repérée. Source ONF 2009.

### Hydrographie
La commune est située dans le bassin versant du Rhin au sein du bassin Rhin-Meuse. Elle est drainée par le ruisseau de Bettange.

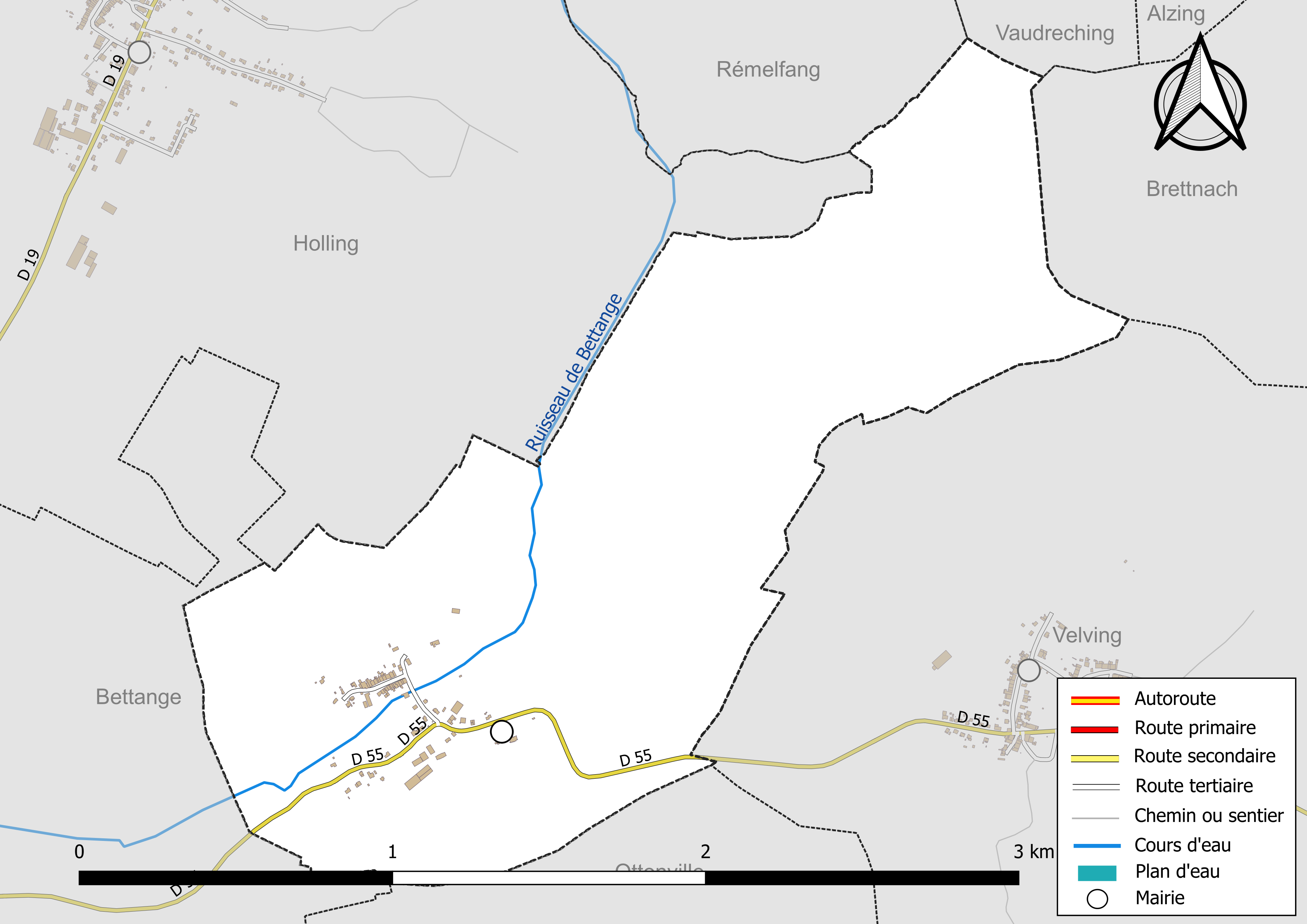
Réseaux hydrographique et routier de Valmunster.

### Climat
Pour des articles plus généraux, voir Climat du Grand Est et Climat de la Moselle.
En 2010, le climat de la commune est de type climat des marges montargnardes, selon une étude du Centre national de la recherche scientifique s'appuyant sur une série de données couvrant la période 1971-2000. En 2020, Météo-France publie une typologie des climats de la France métropolitaine dans laquelle la commune est exposée à un climat semi-continental et est dans la région climatique  Lorraine, plateau de Langres, Morvan, caractérisée par un hiver rude (1,5 °C), des vents modérés et des brouillards fréquents en automne et hiver. 
Pour la période 1971-2000, la température annuelle moyenne est de 9,6 °C, avec une amplitude thermique annuelle de 16,9 °C. Le cumul annuel moyen de précipitations est de 809 mm, avec 11,9 jours de précipitations en janvier et 9,4 jours en juillet. Pour la période 1991-2020, la température moyenne annuelle observée sur la station météorologique de Météo-France la plus proche, « Malancourt », sur la commune d'Amnéville à 27 km à vol d'oiseau, est de 10,2 °C et le cumul annuel moyen de précipitations est de 884,1 mm. 
La température maximale relevée sur cette station est de 39,3 °C, atteinte le 25 juillet 2019 ; la température minimale est de −17,9 °C, atteinte le 5 janvier 1985,,. 
Les paramètres climatiques de la commune ont été estimés pour le milieu du siècle (2041-2070) selon différents scénarios d'émission de gaz à effet de serre à partir des nouvelles projections climatiques de référence DRIAS-2020. Ils sont consultables sur un site dédié publié par Météo-France en novembre 2022.

## Urbanisme

### Typologie
Au 1er janvier 2024, Valmunster est catégorisée commune rurale à habitat dispersé, selon la nouvelle grille communale de densité à sept niveaux définie par l'Insee en 2022.
Elle est située hors unité urbaine. Par ailleurs la commune fait partie de l'aire d'attraction de Bouzonville, dont elle est une commune de la couronne,. Cette aire, qui regroupe 12 communes, est catégorisée dans les aires de moins de 50 000 habitants,.

### Occupation des sols
L'occupation des sols de la commune, telle qu'elle ressort de la base de données européenne d’occupation biophysique des sols Corine Land Cover (CLC), est marquée par l'importance des territoires agricoles (56,1 % en 2018), une proportion identique à celle de 1990 (56,1 %). La répartition détaillée en 2018 est la suivante : 
terres arables (47,7 %), forêts (35,7 %), prairies (8,4 %), zones urbanisées (8,1 %). L'évolution de l’occupation des sols de la commune et de ses infrastructures peut être observée sur les différentes représentations cartographiques du territoire : la carte de Cassini (XVIIIe siècle), la carte d'état-major (1820-1866) et les cartes ou photos aériennes de l'IGN pour la période actuelle (1950 à aujourd'hui).

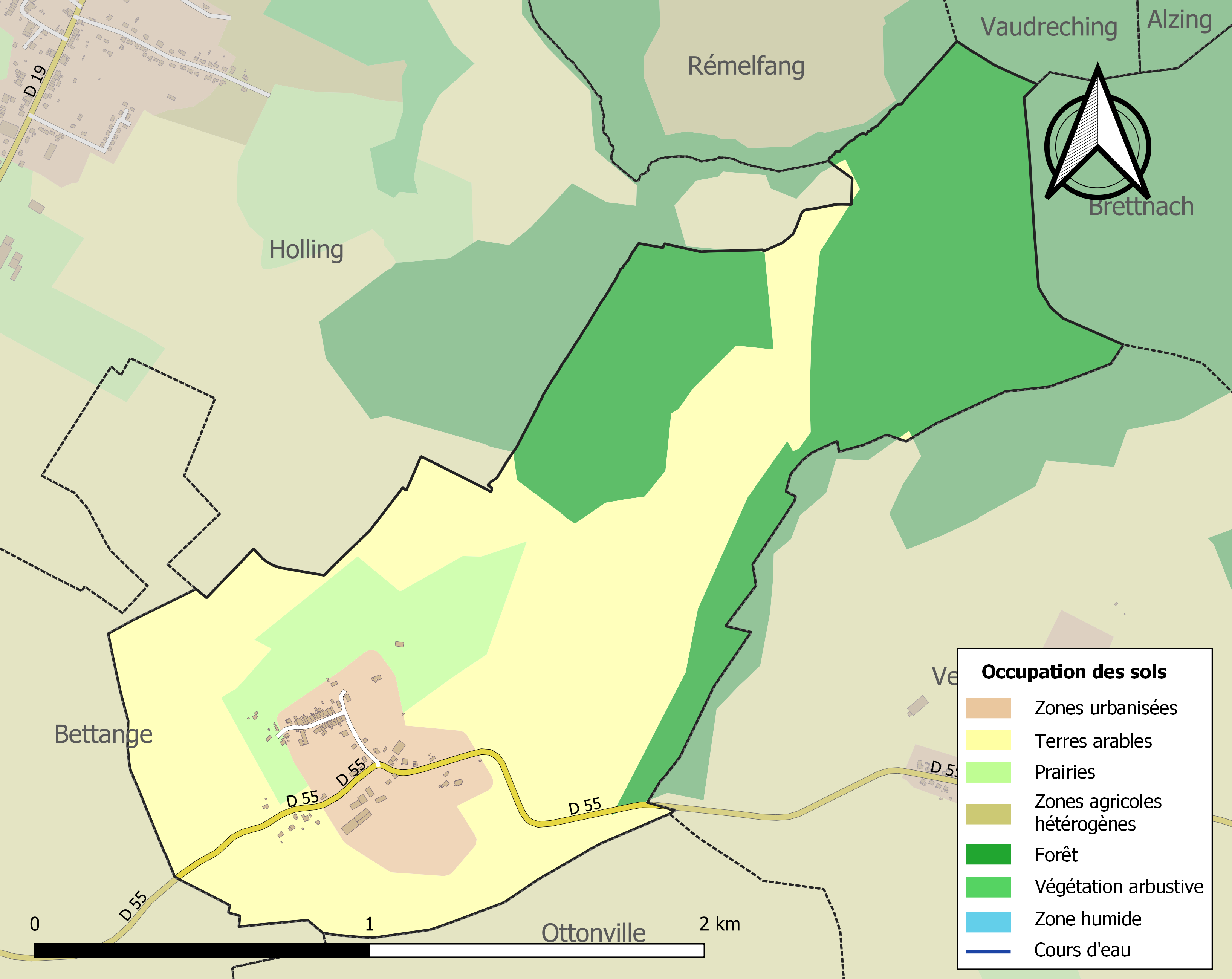
Carte des infrastructures et de l'occupation des sols de la commune en 2018 (CLC).

## Toponymie
- Villa Walamonasterii (950), Walamunstre (1145), Walmuster (XVIe siècle), Walmuister/Wamuister/Waumunster/Walmunster (1544), Walmunster (1594), Velmester (1680), Valmunster (1681), Valminster (1756), Walmeister (carte Cassini), Volmunster (1779 et 1801[13]), Walmunster[14] (XIXe siècle), Walmünster (1871-1918).
- En francique lorrain : Walminschter.

## Histoire
- Dépendaient de l'ancien duché de Lorraine, domaine et fief de l'abbaye de Mettlach, dont la mairie était à Holling.
- Découverte de houille dans les collines de Valmunster en 1789.
- Louis Bouvier-Dumolard (né le 16 octobre 1780 à Bouzonville et mort le 1er avril 1855 à Paris) fit construire une usine chimique en 1822.

## Politique et administration
| Période                                  | Période  | Identité             | Étiquette | Qualité |
| ---------------------------------------- | -------- | -------------------- | --------- | ------- |
| Avril 2014                               | En cours | Denis Butterbach     |           |         |
| mars 1995                                | 2014     | Marie-Thérèse Pignon |           |         |
| mai 2020                                 | En cours | Denis Butterbach     |           |         |
| Les données manquantes sont à compléter. |          |                      |           |         |

## Démographie
L'évolution du nombre d'habitants est connue à travers les recensements de la population effectués dans la commune depuis 1793. Pour les communes de moins de 10 000 habitants, une enquête de recensement portant sur toute la population est réalisée tous les cinq ans, les populations de référence des années intermédiaires étant quant à elles estimées par interpolation ou extrapolation. Pour la commune, le premier recensement exhaustif entrant dans le cadre du nouveau dispositif a été réalisé en 2004.

En 2022, la commune comptait 82 habitants, en évolution de −16,33 % par rapport à 2016 (Moselle : +0,52 %, France hors Mayotte : +2,11 %).
| 1793 | 1800 | 1806 | 1821 | 1836 | 1841 | 1861 | 1866 | 1871 |
| ---- | ---- | ---- | ---- | ---- | ---- | ---- | ---- | ---- |
| 365  | 379  | 382  | 317  | 472  | 490  | 153  | 145  | 148  |

| 1875 | 1880 | 1885 | 1890 | 1895 | 1900 | 1905 | 1910 | 1921 |
| ---- | ---- | ---- | ---- | ---- | ---- | ---- | ---- | ---- |
| 151  | 150  | 142  | 129  | 120  | 117  | 112  | 122  | 110  |

| 1926 | 1931 | 1936 | 1946 | 1954 | 1962 | 1968 | 1975 | 1982 |
| ---- | ---- | ---- | ---- | ---- | ---- | ---- | ---- | ---- |
| 103  | 110  | 104  | 98   | 95   | 88   | 81   | 64   | 82   |

| 1990 | 1999 | 2004 | 2006 | 2009 | 2014 | 2019 | 2022 | - |
| ---- | ---- | ---- | ---- | ---- | ---- | ---- | ---- | - |
| 96   | 94   | 74   | 77   | 91   | 91   | 86   | 82   | - |

## Culture locale et patrimoine

### Lieux et monuments
- Château XVIIIe siècle adjugée comme bien national en 1796 à Henri Gouvy, puis acquis en 1819 par le baron d'Empire Louis Bouvier-Dumolard. Resta dans sa famille jusqu'en 1889, puis au début du XXe siècle redevient maison de fermier.

#### Édifices religieux
- Posée sur une petite colline, au sud du village, l’église de Valmunster est la doyenne des églises du Pays de Nied. L’église est de type église-halle à trois nefs de quatre travées à piles octogonales, précédé historiquement d’un narthex du XVIe siècle (aujourd’hui disparu) et terminé par un chœur situé sous le clocher.  De la période romane (Xe-XIIIe) subsistent la tour avec baies géminées et ses murs gouttereaux.  Les voûtes de l’église ont remplacé vraisemblablement une charpente plus simple en bois vers 1537 (date inscrite sur la tribune) dans le style du gothique flamboyant. Ce voutement postérieur est certainement la cause des premiers désordres constatés dans l’édifice et de la réalisation de contreforts massifs ceinturant l’édifice. La charpente composée de trois fermes à trois niveaux superposés, à pannes dans le plan de l’arbalétrier pourrait dater du XVIIe ou du XVIIIe siècle[18].
- fonts baptismaux romans, bénitier XVIe siècle
- Chapelle sépulcrale.

### Littérature
- Ouvrage de l’abbé Weyland. La Société d’histoire et d’archéologie des Pays de la Nied (SHAN) - Château St Sixte 57320-FREISTROFF a repris l’ouvrage de l’abbé Weyland en le complétant.

### Galerie

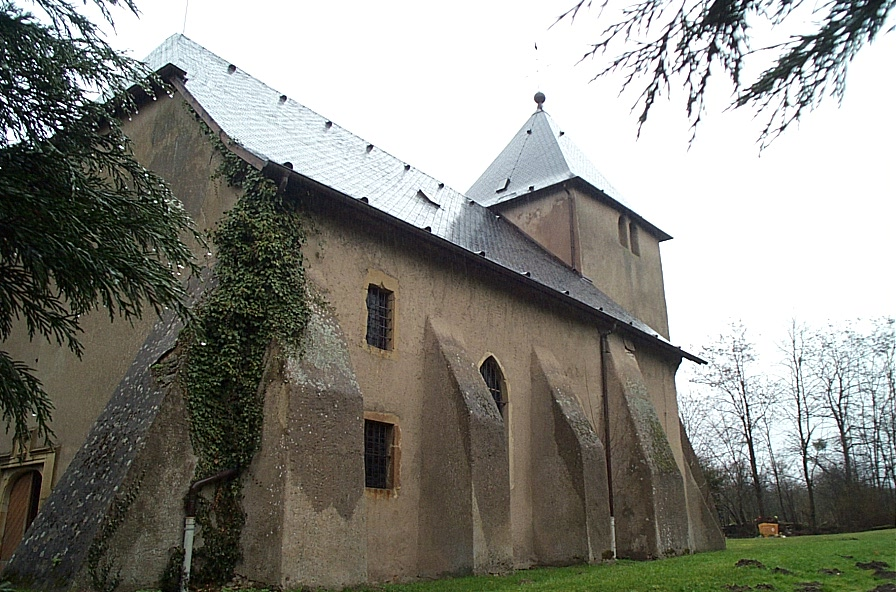
L'église Saint-Jean-Baptiste.
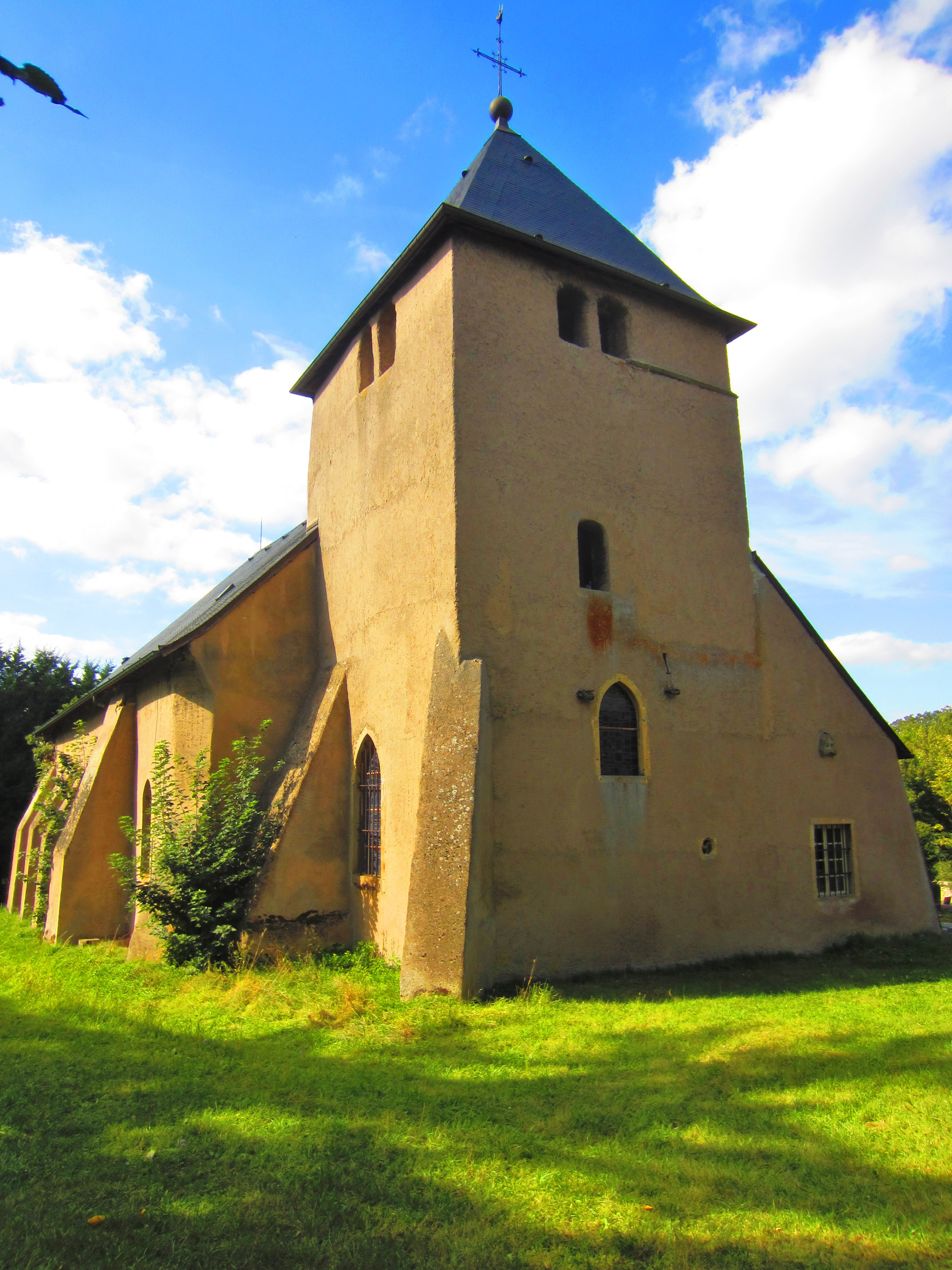
Clocher.
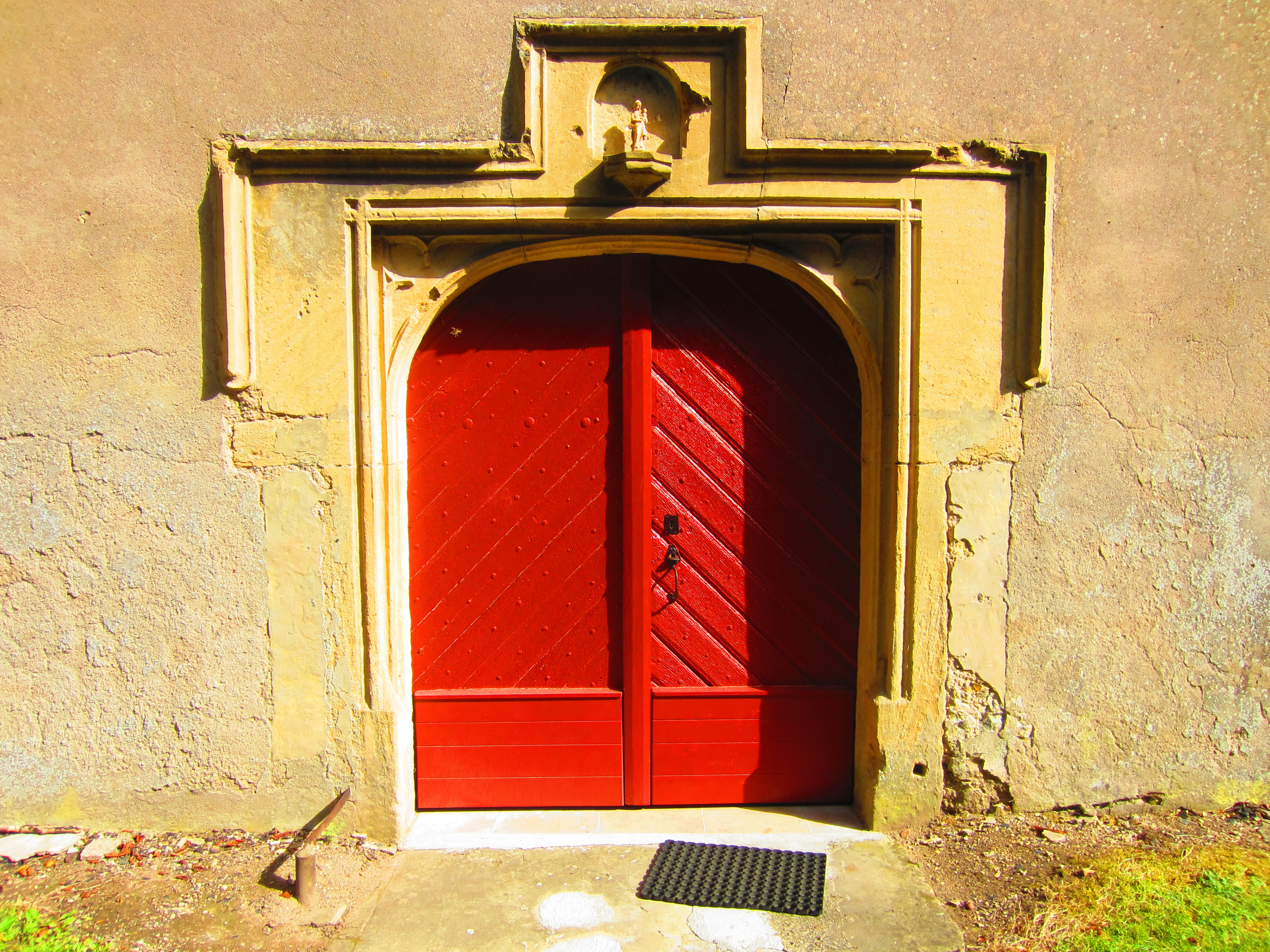
Porte.
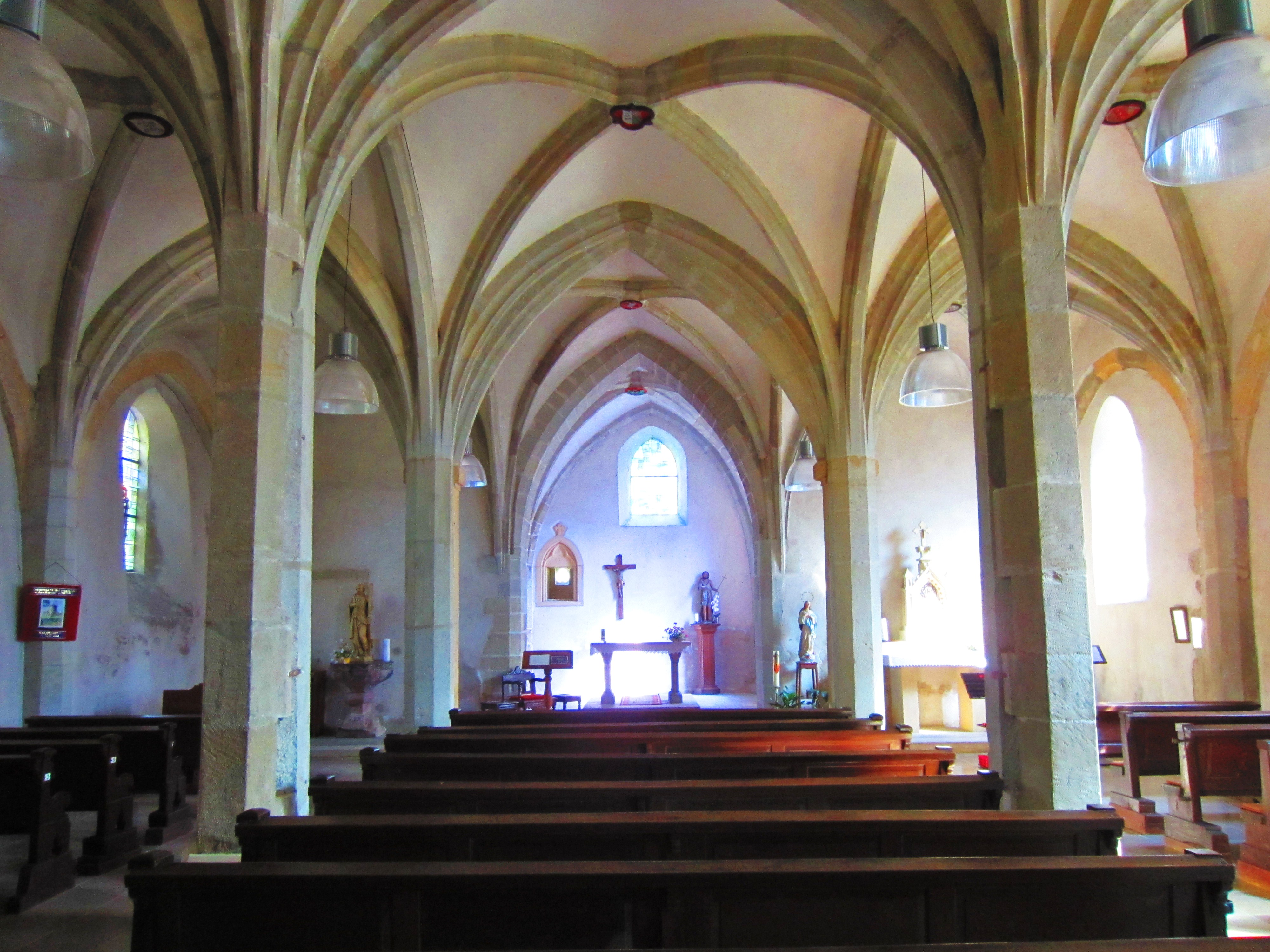
Intérieur.
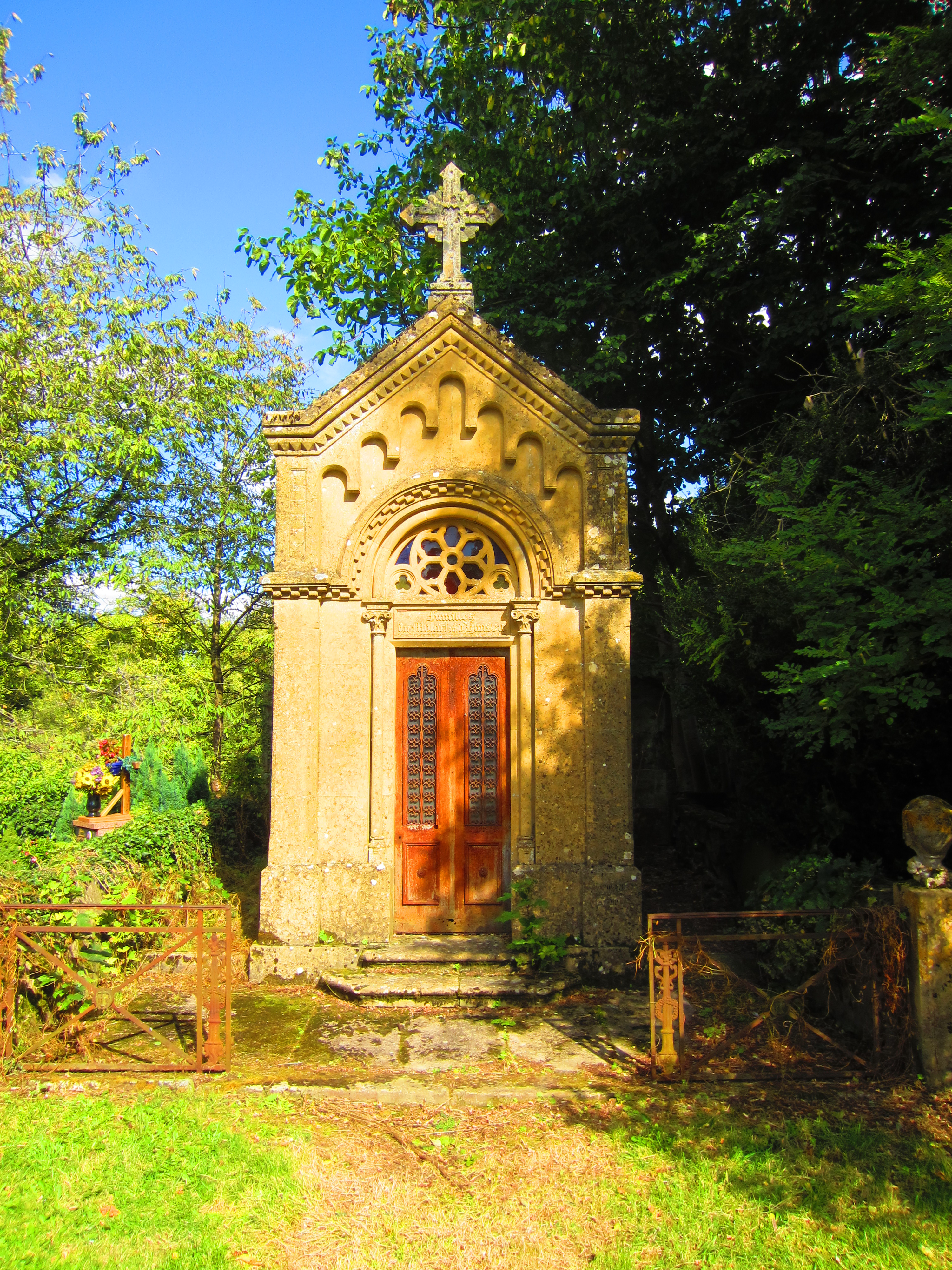
Chapelle sépulcrale.

### Héraldique
| Blason de Valmunster | Blason  | D'azur à l'écusson d'argent en abîme, sommé d'un lion issant du même, à la crosse d'or, posée en bande brochant sur le tout. |
| Blason de Valmunster | Détails | Le statut officiel du blason reste à déterminer.                                                                             |